# Principe d'univariance

Illustration du métamérisme des couleurs :
Dans la colonne 1, une boule est éclairée par une lumière monochromatique. La multiplication du spectre par les courbes de sensibilité spectrale des cônes donne la réponse pour chaque type de cône.
Dans la colonne 2, le métamérisme est utilisé pour simuler la scène avec des LED bleues, vertes et rouges, donnant une réponse similaire.

Le principe d'univariance est ce qui permet de différencier les longueurs d'onde par la comparaison de plusieurs photorécepteurs. 
Selon ce principe, une seule et unique cellule réceptrice visuelle peut être excitée par différentes combinaisons de longueurs d'onde et d'intensité, de sorte que le cerveau ne peut pas connaître la couleur d'un point précis de l'image rétinienne. Un certain type de photorécepteur ne peut dès lors pas différencier un changement de longueur d'onde et en intensité. Ainsi, l'information donnée par la longueur d'onde ne peut être extraite que par la comparaison des réponses de plusieurs types de récepteurs. Le principe d'univariance a été décrit pour la première fois par WAH Rushton (p. 4P).
Les cônes et bâtonnets monochromatiques souffrent du principe d'univariance. Il peut se manifester dans des situations où un stimulus varie dans deux dimensions mais que la réponse cellulaire ne varie que dans une des dimensions. Par exemple, une lumière colorée pourrait varier au niveau de sa longueur d'onde et de sa luminance. Cependant les cellules neuronales ne peuvent varier qu'à la vitesse de déclenchement des potentiels d'action.
Par conséquent, une cellule réglée réagissant à la lumière rouge peut réagir de la même manière à une lumière rouge faible qu’à une lumière jaune vif. Pour éviter cela, la réponse de plusieurs cellules est comparée.